# Kia Opirus
O Opirus é um automóvel sedan de porte grande da Kia. Como a primeira entrada da Kia para o grande carro  mercado, o Opirus/Amanti tinha sido comercializado em um único nível de acabamento e apenas como um sedan. Ele compartilhou alguns componentes com o seu primo incorporado agora extinta, a Hyundai Grandeur XG, incluindo a sua 3.5 L V6. Para 2007, o Kia Opirus recebeu vários upgrades, incluindo a suspensão e revisão de estilo, e a adição do mesmo motor que o atual Hyundai Azera, desta vez sendo um 3,8 L V6. Nos EUA, o Opirus foi reconhecida como a "mais atraente premium Midsize Car" pela JD Power and Associates 2005 Desempenho Automotivo, Execução e Estudo de Layout. O Opirus 2007 superaram vários carros de luxo no Instituto de Seguros para a Segurança Rodoviária (IIHS) testes de colisão de impacto lateral, para ganhar a mais alta classificação do bem. A partir de 17 de dezembro de 2010, o site da Kia já não listou mais o Opirus como um modelo de produção. Quando o Hyundai Genesis 2009 foi introduzido no Estados Unidos, Hyundai, que possui Kia, decidiu descontinuar o Opirus.